# Лук белоголовый
Лук белоголо́вый (лат. Allium flavovirens) — вид однодольных растений рода Лук (Allium) семейства Амариллисовые (Amaryllidaceae).

## История описания
Впервые описан в 1852 году в книге Ледебура Flora rossica под названием Allium leucocephalum Turcz. в качестве вероятного синонима Allium flavidum. В последующих публикациях Турчанинова (1854, 1856) вновь указывался в синонимах. В 1887 году описан Эдуардом Регелем под названием Allium flavovirens. Название Турчанинова же впервые было использовано для отдельного вида только во «Флоре СССР» в 1935 году (а Allium flavovirens было указано в синонимах), что делает приоритетным название Регеля 1887 года.

## Распространение и среда обитания
Произрастает на песчаных степных склонах. Распространён в России (Забайкалье), Монголии и Китае (Ганьсу, Внутренняя Монголия, Хэйлунцзян).

## Ботаническое описание
Луковицы одиночные или по две, цилиндро-конические, 0,6—1,3 см в поперечнике и 5—8 см длиной, с сетчатой оболочкой тёмно желтовато-коричневого оттенка.
Листья гладкие, полуцининдрические, короче стрелки.
Стрелка цилиндрическая, до 60 см высотой, несёт очень густой многоцветковый зонтик. Цветки почти белые или слегка желтоватые.
Цветёт и плодоносит в июле и августе.

## Синонимы
- Allium alaschanicum Y.Z.Zhao, 1992
- Allium leucocephalum Turcz. ex Ledeb., 1852, nom. inval.
- Allium leucocephalum Turcz. ex Vved., 1935, nom. superfl.
- Allium schischkinii K.Sobol., 1949